# Valter Bonča
Valter Bonča, slovenski kolesar, * 17. marec 1968, Ljubljana.
Bonča je za Socialistična federativna republika Jugoslavija nastopil na Poletnih olimpijskih igrah 1988 v Seulu, kjer je v cestni dirki osvojil 78. mesto, v kronometru na 100 km pa je bil 15. Leta 1992 je za Slovenijo nastopil tudi na Poletnih olimpijskih igrah 1992 v Barceloni, kjer je nastopil v cestni dirki in osvojil 63. mesto. Leta 1995 je zmagal na Dirki po Sloveniji, v letih 1989 in 1992 pa na Dirki po Avstriji. Postal je tudi prvi državni prvak v cestni dirki leta 1992 in državni prvak Slovenije v vožnji na čas leta 2000.
Živi v Idriji, kjer ima kolesarski servis.